# John William Sterling

John William Sterling

John William Sterling (* 12. Mai 1844 in Stratford, Connecticut, USA; † 5. Juli 1918 auf der Estevan Lodge in Québec, Kanada) war ein US-amerikanischer Jurist, Philanthrop und der wichtigste Gönner der Yale University.

## Ausbildung und Beruf
Sterling schloss die Yale-Universität 1864 mit einem B.A. ab und wurde drei Jahre später bei Gericht zugelassen. 1874 erhielt er seinen M.A. und 1893 den Dr. iur (LL.D.) von der Columbia Law School.  Er war Firmenanwalt in New York und vertrat unter anderem Jay Gould, James Fisk, die City Bank of New York oder Standard Oil. 1873 gründete er zusammen mit dem vorrangig als Strafverteidiger tätigen Thomas G. Shearman die heute noch existierende Shearman & Sterling Anwaltsgesellschaft, innerhalb der sich Sterling weiter seinen Tätigkeiten Firmenanwalt widmete und weitreichende Beziehungen zwischen Mandanten und Vertretern der Wirtschaft knüpfte.

## Privatleben
Sterling blieb zeitlebens unverheiratet und traf 1870 James Orville Bloss (30. September 1847 – 15. Dezember 1918), seinen Zimmerkameraden an der Yale University, der 50 Jahre lang sein Freund und Lebenspartner blieb und nur wenige Monate nach ihm starb. Bei seinem Tod hinterließ Sterling der University of Yale eine Summe von 18 Millionen US-Dollar, was 2003 einem Wert von 180 Millionen US-Dollar entsprach. Dies war der höchste bislang von einer Einzelperson einer privaten Universität gespendete Betrag. Ein Teil des Vermächtnisses wurde für die Einrichtung der Sterling Professorenschaft verwendet.
Sterling ist auf dem Woodlawn-Friedhof begraben, wo er zu Lebzeiten ein Mausoleum bauen ließ, in dem neben ihm auch Bloss sowie seine Schwester Cordelia (18. März 1846–1931), soweit bei ihrem Tod nicht verheiratet, begraben werden sollten.